# Pré-história Nórdica
Pré-história Nórdica – em sueco Nordisk forntid, em norueguês Nordisk forhistorie - é o nome que se dá ao período que vai de aproximadamente 13 000 a.C. até cerca de 1050 d.C. no espaço das atuais Dinamarca, Noruega, Islândia e Suécia.  A língua falada nesses tempos foi sucessivamente o proto-germânico, o proto-nórdico e o nórdico antigo, e a religião praticada foi o chamado paganismo nórdico.
Este período costuma ser dividido em:
- Idade da Pedra – 13 000 - 1 800 a.C.
- Idade do Bronze na Escandinávia – 1 800 - 500 a.C.
- Idade do Ferro – 500 a.C. - 1050 d.C.

A Pré-história Nórdica começou por volta de 13 000 a.C., quando os primeiros europeus chegaram a uma Escandinávia que estava a abandonar a Era do Gelo, e acaba por volta de 1050, com o fim da Era Viquingue e o começo da Idade Média. 